# 劳拉越野滑雪和冬季两项中心
勞拉越野滑雪和冬季兩項中心（俄语：лыжно-биатлонный комплекс）是一個位於俄羅斯索契的滑雪場。該滑雪場在2013年啟用，並能容納7500名觀眾。在2014年冬季奧運和隨後舉行的冬季殘奧會，勞拉越野滑雪和冬季兩項中心均會承辦冬季兩項和越野滑雪。

## 資料來源
1. 1 2 3 4  Laura Biathlon & Ski Complex

## 外部連結
- Sochi2014.com profile